# Челенца-Вальфорторе
Челенца-Вальфорторе (итал. Celenza Valfortore) — коммуна в Италии, располагается в регионе Апулия, в провинции Фоджа.
Население составляет 1943 человека (2008 г.), плотность населения составляет 29 чел./км². Занимает площадь 66 км². Почтовый индекс — 71035. Телефонный код — 0881.
Покровителем коммуны почитается святой Иоанн Креститель, празднование 24 июня.

## Демография
Динамика населения:

## Администрация коммуны
- Официальный сайт: http://www.comune.celenzavalfortore.fg.it/